# Svetlana Anastasovska
Svetlana Anastasovska, po mężu Obućina (ur. 26 kwietnia 1961 w Belgradzie) – piłkarka ręczna. W barwach Jugosławii dwukrotna medalistka olimpijska.
Mierząca 176 cm wzrostu zawodniczka mistrzynią olimpijską była w Los Angeles w 1984 (Jugosławia była jednym z państw komunistycznych, które wzięły udział w olimpiadzie), cztery lata wcześniej Jugosławia zajęła drugie miejsce. Brała również udział w IO 88 (czwarte miejsce). W 1982 zdobyła brązowy medal mistrzostw świata.